# Huxley (Texas)
Huxley é uma cidade localizada no estado norte-americano de Texas, no Condado de Shelby.

## Demografia
Segundo o censo norte-americano de 2000, a sua população era de 298 habitantes.
Em 2006, foi estimada uma população de 320, um aumento de 22 (7.4%).

## Geografia
De acordo com o United States Census Bureau tem uma área de
5,3 km², dos quais 5,2 km² cobertos por terra e 0,1 km² cobertos por água. Huxley localiza-se a aproximadamente 85 m acima do nível do mar.

## Localidades na vizinhança
O diagrama seguinte representa as localidades num raio de 28 km ao redor de Huxley.